# Tuckerella
Genre
Tuckerella est un genre d'acariens. C'est l'unique genre de la famille des Tuckerellidae. Ces espèces sont des parasites de plantes.
Le genre compte également des espèces fossiles,.

## Liste des espèces
Selon IRMNG (6 juillet 2022) :
- Tuckerella anommata Smith-Meyer & Ueckermann, 1997
- Tuckerella channabasavannai Mallik & Kumar, 1992
- Tuckerella eloisae Servin & Otero, 1989
- Tuckerella filipina Corpuz-Raros, 2001
- Tuckerella flabellifera Miller, 1964
- Tuckerella hainanensis Lin & Fu, 1997
- Tuckerella jianfengensis Lin & Fu, 1997
- Tuckerella kumaonensis Gupta, 1979
- Tuckerella litoralis Collyer, 1969
- Tuckerella nilotica Zaher & Rasmy, 1970
- Tuckerella ornata (Tucker, 1926) - espèce type[4]
- Tuckerella pavoniformis (Ewing, 1922)
- Tuckerella spechtae Womersley, 1957
- Tuckerella xiamenensis Lin, 1982
- Tuckerella xinglongensis Lin-Yanmou & Fu-Yuegua, 1997

## Systématique
Le nom valide complet (avec auteur) de ce taxon est Tuckerella Womersley, 1940,.

## Étymologie
Le nom générique, Tuckerella, a été choisi en l'honneur de Richard W. E. Tucker (d) qui a décrit l'espèce type Tuckerella ornata sous le protonyme Tenuipalpus ornatus en 1926.

## Publication originale
- (en) H. Womersley, « Studies in Australian Acarina-Tetranychidae and Trichadenidae », Transactions of the Royal Society of South Australia, Taylor & Francis, vol. 64,‎ 1940, p. 233-265 (ISSN 0372-1426 et 2204-0293, lire en ligne).